# Cartas reales medievales de Bulgaria

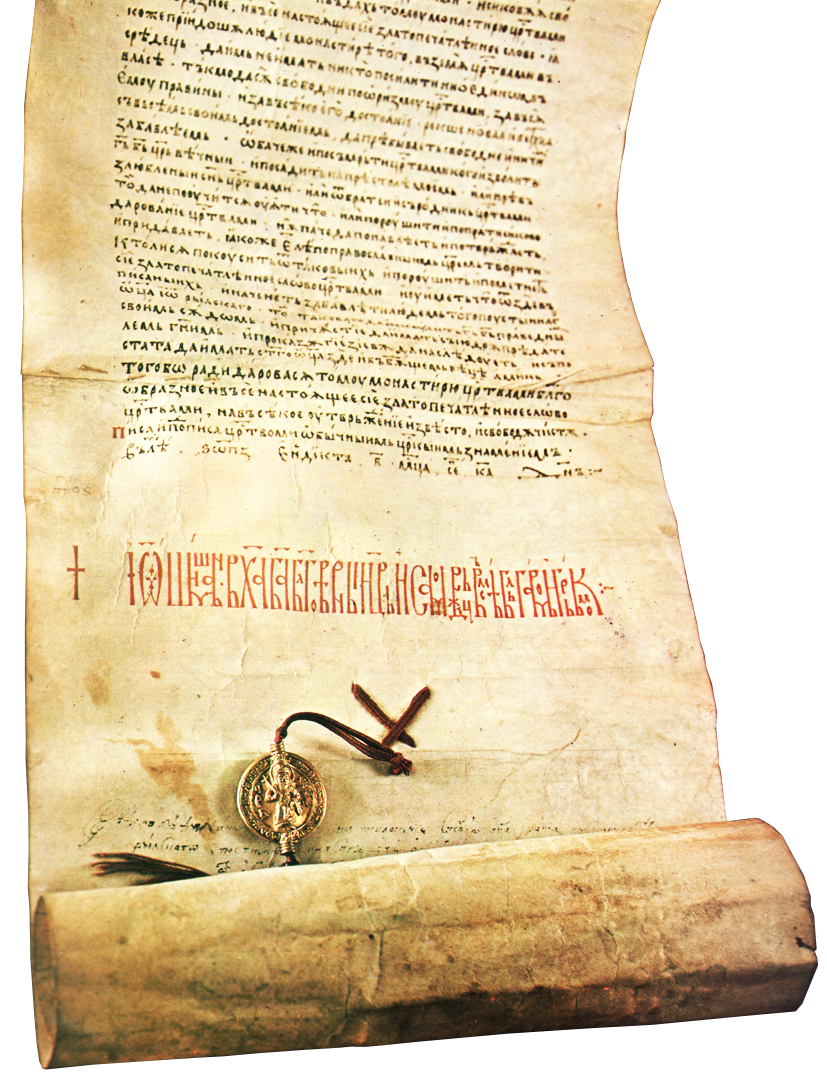
Carta de Rila de Iván Shishman

Las Cartas reales medievales de Bulgaria son algunos de los pocos documentos seculares del medieval Imperio Búlgaro (siglo VII al XI, siglo XII al XV). Las ocho cartas conservadas datan del siglo XIII y XIV, en la época del Segundo Imperio Búlgaro, y fueron emitidos por cinco zares, aproximadamente, entre 1230 y 1380. Las cartas están escritas en búlgaro medio usando el alfabeto cirílico arcaico.

## Lista
| - Carta del déspota Alejo Eslavo (1220) - Carta de Vatopedi de Iván Asen II (después de 1230) - Carta de Dubrovnik de Iván Asen II (después de 1230) - Carta de Virgino de Constantino Tikh (1257–1277) - Carta de Zograf de Iván Alejandro (marzo de 1342) - Carta de Oryahov de Iván Alejandro (1 de diciembre de 1348) | - Carta Veneciana de Iván Alejandro (4 de octubre de 1352) - Carta Rila de Iván Shishman (21 de septiembre de 1378) - Carta de Vitosha de Iván Shishman (1371–1385) - Carta de Braşov de Iván Sracimir (1369–1380) |